# Gunnar Lindström (professor)
För friidrottaren se Gunnar Lindström.
Erland Bengt Gunnar Lindström, född 8 februari 1918 i Västervik, Kalmar län, död 1 april 1990 i Landeryds församling, Östergötlands län, var en svensk professor i elektrisk mätteknik, vice VD för Saab-Scania och räknas som Datasaabs grundare. Han var bror till Harald Lindström.
Hans föräldrar var pastor Emanuel Lindström och Lydia, född Wagnsson. Han gifte sig 1946 med Ethel Lindholm, född 1920, dotter till typograf David Lindholm och Selma, född Aspenberg.
Gunnar Lindström studerade vid Chalmers tekniska högskola där han utexaminerades som civilingenjör 1943. Han arbetade 1943–1945 som assistent vid Chalmers och 1945–1954 vid Nobelinstitutet för fysik. Han blev 1948 teknologie licentiat och 1952 teknologie doktor och var 1952–1967 docent i kärnfysik vid KTH i Stockholm. Samtidigt var han 1954–1957 chef för avionikavdelningen vid Saab, 1957–1960 verkställande direktör för Atomkraftkonsortiet Krångede AB & Co. Han blev 1959 chef för elektronikavdelningen vid Saab och 1963 för datamaskinavdelningen (Datasaab). Han utnämndes 1967 till professor i elektrisk mätteknik vid KTH, men var 1968–1974 vice VD för Saab-Scania AB. Från 1974 bedrev han konsultverksamhet. Han utsågs 1963 till ledamot av Ingenjörsvetenskapsakademien.
Hans doktorsavhandling hade titeln Nuclear Resonance Absorption Applied to Precise Measurements of Nuclear Magnetic Moments and the Establishment of an Absoiute Energy Scale in gb-Spectroscopy (1951).
Gunnar Lindström är begravd på Landeryds kyrkogård i Östergötland.